# Liste der Bodendenkmale in Zernitz-Lohm
Die Liste der Bodendenkmale in Zernitz-Lohm enthält alle Bodendenkmale der brandenburgischen Gemeinde Zernitz-Lohm und ihrer Ortsteile auf der Grundlage der Landesdenkmalliste vom 31. Dezember 2020.
Die Baudenkmale sind in der Liste der Baudenkmale in Zernitz-Lohm aufgeführt.
| Gemarkung      | Flur | Kurzansprache                                                                                                 | Bodendenkmalnummer | Bemerkung | Bild |
| -------------- | ---- | --- | ------------------ | --------- | ---- |
| Zernitz (Lage) | 7    | Dorfkern Neuzeit                                                                                              | 100392             |           |      |
| Zernitz (Lage) | 8    | Einzelfund Steinzeit, Wüstung deutsches Mittelalter, Einzelfund Urgeschichte, Turmhügel deutsches Mittelalter | 100420             |           |      |
| Zernitz (Lage) | 8    | Einzelfund Ur- und Frühgeschichte, Siedlung Neolithikum                                                       | 100459             |           |      |